# Meriones meridianus
Meriones meridianus är en däggdjursart som först beskrevs av Peter Simon Pallas 1773.  Meriones meridianus ingår i släktet Meriones och familjen råttdjur. IUCN kategoriserar arten globalt som livskraftig. Inga underarter finns listade i Catalogue of Life.

## Utseende
Arten blir 9,5 till 13,4 cm lång (huvud och bål), har en 8,4 till 12,0 cm lång svans, har 2,5 till 3,4 cm långa bakfötter och 1,0 till 1,9 cm stora öron. Vikten är 30 till 60 g. Håren som bildar pälsen på ovansidan är svartgrå nära roten och gulgrå till brun på spetsen vad som ger en mörk gulgrå till mörkbrun pälsfärg. Undersidan är täckt av vit päls med undantag av bröstet som har en ljusbrun strimma. På svansens ovansida förekommer ockra färgade hår och undersidan är lite ljusare. Bakfötternas sulor är helt täckta med hår och tårna är utrustade med vita klor.

## Utbredning
Arten förekommer i centrala Asien från regionerna kring norra och östra Kaspiska havet över norra Afghanistan, Kashmir och södra Mongoliet till östra Kina. Den lever i låglandet och i bergstrakter eller på högplatå upp till 1600 meter över havet. Habitatet utgörs av öknar och stäpper med några glest fördelade buskar.

## Ekologi
Individerna är huvudsakligen aktiva på natten men under hösten är de även dagaktiv. Meriones meridianus skapar komplexa tunnelsystem och äter främst frön samt några insekter. Flera honor och hanar bildar en större koloni. Ofta förekommer två parningstider (en under våren och en under hösten) men honor av vissa populationer kan para sig oberoende av årstiden. De kan ha tre kullar per år. Per kull föds ungefär 6 ungar.
Boet byggs oftast mellan buskarnas rötter. Tunnlarna som grävs före vintern är cirka 4 meter långa och upp till 2 meter djupa. I mindre mått ingår blad och frukter i födan. Varje förråd väger inte mer än 800 g.

## Bildgalleri

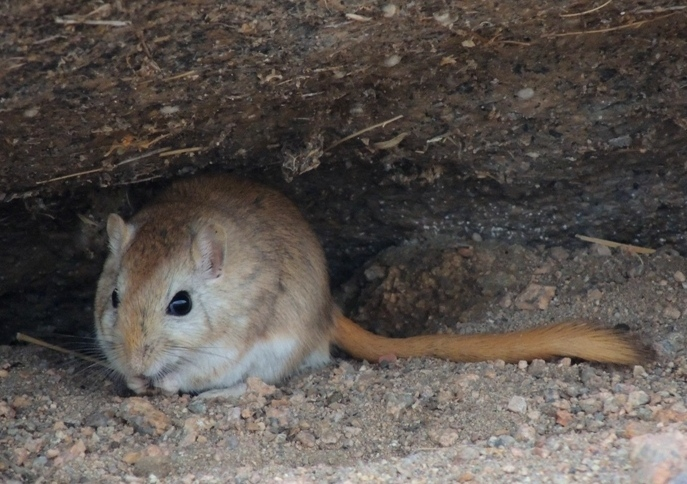